# خيرونيمو خيمينيث
جيرونيمو خيمينيس إي بييدو (إشبيلية، 10 أكتوبر 1852 – مدريد، 19 فبراير 1923) كان مؤلفًا موسيقيًا وقائد أوركسترا إسبانيًا. كرس نشاطه بشكل أساسي لتأليف السارسويلا، وترك أعمالًا بارزة في هذا النوع مثل La tempranica وLa boda de Luis Alonso.

## السيرة الذاتية
بدأ دراسته الموسيقية على يد والده، ثم تابعها في قادش مع سلفادور فينييغرا. كان طفلًا موهوبًا، إذ التحق في سن الثانية عشرة كعازف كمان أول في مسرح برينثيبال بقادش. وعندما بلغ السابعة عشرة، أصبح قائدًا لفرقة أوبرا وزرثويلا، وقدم أول عرض له كقائد أوركسترا في جبل طارق بأوبرا سافو لجيوفاني باتشيني.
انتقل إلى باريس بمنحة دراسية لدراسة الكمان مع جان-دلفين ألارد والتأليف الموسيقي مع أومبواز توما. هناك فاز بالجائزة الأولى في التناغم والكونترابنط. بعد ذلك، سافر إلى إيطاليا ثم استقر في مدريد.
عام 1885، تم تعيينه قائدًا لمسرح أبولو في مدريد، ثم قائدًا لمسرح السارسويلا. كلّفه روبرتو تشابي بعرض أول سارسويلا له *معجزة العذراء*، كما عرض أيضًا *الساحرة*. بعدها تم تعيينه قائدًا لجمعية الحفلات الموسيقية، وهو منصب شغله لمدة 12 عامًا، وساهم من خلاله في نشر الموسيقى السيمفونية المعاصرة وزيادة الاهتمام الفيلهارموني في مدريد. وصفه كارلوس غوميث أامات بأنه كان يقود بعزيمة وحماس، مع إشارات بسيطة ولكن فعالة. ألّف كثيرًا، غالبًا بسرعة، وأحيانًا مع نصوص ضعيفة الجودة.
رغم ذلك، تعاون مع أبرز كتّاب الساينيتا في عصره مثل ريكاردو دي لا فيغا، كارلوس أرنيشيس، سيرافين، خواكين ألفاريث كينتيرو، وفرانسيسكو خافيير دي بورغوس. كما تعاون أيضًا مع أماديو فيفيس، الذي وصفه بـ"موسيقي الذوق"، بفضل إحساسه الإيقاعي وسهولة تأليفه اللحني.
في 1896، ألّف *العالم مسرح* أو رقصة لويس ألونسو، بناءً على نصّ سابق لخافير دي بورغوس لم يكن قد نُغم سابقًا. بعد هذا النجاح، لحّن ساينيتا أخرى من نفس المؤلف بنفس الشخصيات، أصبحت واحدة من أشهر أعماله: زفاف لويس ألونسو أو *ليلة الحجز* (1897). هذا الجزء الثاني، الذي حقق نجاحًا أكبر من الأول، لا يُعدّ تكملة للأحداث، بل يمثل موقفًا سابقًا زمنيًا. لا تزال الـ"إنترميتسوس" من كلا العملين تحظى بشعبية كبيرة.
تُعتبر لابمبرانكا ربما أكثر أعماله طموحًا ونجاحًا. عُرضت لأول مرة في مسرح الزرثويلا يوم 19 سبتمبر 1900، وأُلفت على نصّ لخوليان روميا. مزج فيها بين اللحظات العاطفية والمقاطع الشعبية، ووفقًا لغوميث أامات، فإنها "زرثويلا تحتوي على جميع مزايا هذا النوع من الفن دون عيوبه". أثرت هذه الزرثويلا على السيمفونية الإسبانية الحديثة، بما في ذلك أعمال مانويل دي فايا، خواكين تورينا، وآخرين. يُلاحظ التشابه الأسلوبي بينها وبين أوبرا الحياة القصيرة لدي فايا. أثّرت السارسويلا على مؤلفين لاحقين: خوسيه بادييا وزّعها للأوركسترا، فيديريكو مورينو توروبا حوّلها إلى أوبرا، خواكين رودريغو ألّف عام 1939 قطعة *تحية إلى لابمبرانكا* تضمنت مقطعًا منفردًا للكستنيت.
في نهاية حياته، عانى من ضائقة مالية، تفاقمت بعد رفض طلبه لتولي كرسي في معهد مدريد للموسيقى.
توفي في مدريد، يوم 19 فبراير 1923.

## الأعمال
- 1878- Las niñas desenvueltas، سارسويلا من فصل واحد — النص: إنريكي أرانغو إي ألأركون (بالتعاون مع روبرتو تشابي)
- 1885 - El vermouth de Nicomedes، سارسويلا من فصل واحد — النص: فيسنتي غارسيا فاليرو
- 1886 - A mata caballo، سارسويلا من فصل واحد — النص: فيسنتي غارسيا فاليرو
- 1887 - Caballeros en plaza، ممر هزلي-غنائي، فصل واحد — النص: فياكرو إيرايثوث
- 1887 - ¡Ya soy propietario!، سارسويلا من فصل واحد — النص: إدواردو نافارو غونثالڤو
- 1887 - El esclavo، سارسويلا من فصل واحد — النص: إنريكي برييتو وخواكين باربيرا
- 1888- Escuela modelo، سارسويلا

- 1889 - La tiple، سارسويلا
- 1890 - Tannhauser el estanquero، سارسويلا من فصل واحد — النص: إدواردو نافارو غونثالڤو
- 1890- La república de Chamba، سارسويلا من فصل واحد — النص: سينيزيو ديلغادو
- 1890 - Tannhauser cesante، سارسويلا من فصل واحد — النص: إدواردو نافارو غونثالڤو

- 1890 - Trafalgar، سارسويلا من فصلين — النص: خافيير دي بورغوس إي لاراغويتي
- 1891 - ¡Pero cómo está Madrid!، سارسويلا
- 1892 - La cencerrada، سارسويلا من فصل واحد — النص: غييرمو بيرين وميغيل دي بالاثيوس
- 1892 - El hijo de su excelencia، سارسويلا من فصل واحد — النص: لويس ماريانو دي لارّا و م. غويون
- 1892 - La madre del cordero، سارسويلا من فصل واحد — النص: فياكرو إيرايثوث
- 1892 - El ventorrillo del Chato، سارسويلا

- 1893 - Candidita، سارسويلا من فصل واحد — النص: خافيير دي بورغوس إي لاراغويتي
- 1893 - La mujer del molinero، سارسويلا من فصل واحد — النص: فياكرو إيرايثوث
- 1893 - Los voluntarios، سارسويلا من فصل واحد — النص: فياكرو إيرايثوث
- 1894- Viento en popa، سارسويلا من فصل واحد — النص: فياكرو إيرايثوث
- 1895 - La sobrina del sacristán، سارسويلا

- 1895 - De vuelta del vivero، مشهد مدريدي، فصل واحد — النص: فياكرو إيرايثوث
- 1896 - Las mujeres، مشهد هزلي غنائي — النص: بورغوس إي لاراغويتي
- 1896 - El mundo comedia es o El baile de Luis Alonso ، سارسويلا من فصل واحد — النص: خافيير دي بورغوس إي لاراغويتي
- 1897 - Aquí va a haber algo gordo, o La casa de los escándalos، مشهد هزلي غنائي — النص: ريكاردو دي لا فيغا

- 1897- La boda de Luis Alonso, o La noche del encierro، سارسويلا من فصل واحد — النص: بورغوس إي لاراغويتي ومانويل لوبيث-كيروغا ميكيل
- 1897 - La guardia amarilla، سارسويلا من فصل واحد — النص: كارلوس أرنيتشيس وسيلسو لوسيو
- 1899 - Amor engendra desdichas, o El guapo y el feo y verduleras honradas، سارسويلا — النص: ريكاردو دي لا فيغا
- 1899 - Los borrachos، سارسويلا من فصل واحد — النص: سرافين وخواكين ألفاريث كينتيرو
- 1899 - La familia de Sicur، مشهد هزلي غنائي من فصل واحد — النص: خافيير دي بورغوس إي لاراغويتي

- 1900 - La noche de la tempestad، سارسويلا من فصل واحد — النص: فياكرو إيرايثوث
- 1900 - Joshé Martín, el tamborilero، سارسويلا من فصل واحد — النص: فياكرو إيرايثوث
- 1900 - La tempranica، سارسويلا من فصل واحد — النص: خوليان روميا

- 1901 - El barbero de Sevilla، سارسويلا من فصل واحد — النص: غييرمو بيرين وميغيل دي بالاثيوس (بمشاركة مانويل نيتو)
- 1901 - Correo interior، سارسويلا (بالتعاون مع مانويل نيتو وغييرمو سيريثيدا)
- 1901 - Enseñanza libre، مشهد هزلي، فصل واحد — النص: غييرمو بيرين وميغيل دي بالاثيوس
- 1901 - Los timplaos، سارسويلا من فصل واحد — النص: ريكاردو بلاسكو وكارلوس فرناندث شو
- 1902 - María del Pilar، سارسويلا من ثلاثة فصول — النص: فرانسيسكو فلوريس غارسيا وغابرييل بريونس

- 1902 - El morrongo، سارسويلا
- 1902 - La torre del oro، سارسويلا من فصل واحد — النص: غييرمو بيرين وميغيل دي بالاثيوس
- 1903 - La camarona، سارسويلا من فصل واحد — النص: غييرمو بيرين وميغيل دي بالاثيوس
- 1903 - El general، سارسويلا من فصل واحد — النص: غييرمو بيرين وميغيل دي بالاثيوس
- 1903 - La morenita، سارسويلا من فصل واحد — النص: غييرمو بيرين وميغيل دي بالاثيوس
- 1903 - La visión de Fray Martín، سارسويلا
- 1904 - Cuadros al fresco، سارسويلا
- 1904 - El húsar de la guardia، سارسويلا من فصل واحد — النص: غييرمو بيرين وميغيل دي بالاثيوس (بمشاركة أمديو فيفيس)
- 1904 - Los pícaros celas، مشهد هزلي غنائي من فصل واحد — النص: كارلوس أرنيتشيس وكارلوس فرناندث شو
- 1904 - La sequía، زارزويلا
- 1905 - El amigo del alma، فكاهة غنائية، فصل واحد — النص: خوسيه توريس و ك. كروسيلس (بمشاركة أمديو فيفيس)
- 1905 - El arte de ser bonita، ترفيه غنائي — النص: أنطونيو باسو و خ. برييتو (بمشاركة أمديو فيفيس)
- 1905 - Cascabel، سارسويلا
- 1905 - Las granadinas، سارسويلا — بالتعاون مع أمديو فيفيس
- 1905 - Los guapos، سارسويلا
- 1905 - ¡Libertad!، سارسويلا من ثلاثة فصول — النص: غييرمو بيرين وميغيل دي بالاثيوس (بمشاركة أمديو فيفيس)
- 1906 - El diablo verde، سارسويلا — بالتعاون مع أماديو فيفيس
- 1906 - La gatita blanca، هزلية غنائية، فصل واحد — النص: خوسيه جاكسون بييان وخاسينتو كابييا، بالتعاون مع أماديو فيفيس
- 1906 - El golpe de estado، أوبريت، فصل واحد — النص: أناسـتاسيو ميلانتوشي وسانتياغو أوريا، بالتعاون مع أماديو فيفيس
- 1906 - El guante amarillo، سارسويلا، فصل واحد — النص: خوسيه جاكسون بييان وخاسينتو كابييا، بالتعاون مع أماديو فيفيس
- 1906 - La Machaquito، سارسويلا، فصل واحد — النص: لويس ماريانو دي لارّا وخاسينتو كابييا، بالتعاون مع أماديو فيفيس
- 1906 - La marcha real، سارسويلا — بالتعاون مع أماديو فيفيس
- 1906 - La venta de la alegría، سارسويلا
- 1907 - La antorcha del himeneo*، سارسويلا
- 1907 - nacional*، استعراض هزلي-غنائي، فصل واحد — النص: غييرمو بيرين وميغيل دي بالاثيوس
- 1907 - El príncipe real*، سارسويلا
- 1908- A.B.C.، فانتازيا هزلية-غنائية بعرض ضخم، فصل واحد — النص: غييرمو بيرين وميغيل دي بالاثيوس
- 1908- Las dos rivales، سارسويلا
- 1908- La eterna revista، سارسويلا، فصل واحد — النص: رامون أسينسيو ماس وخاسينتو كابييا، بالتعاون مع روبرتو تشابي
- 1908- El grito de independencia، سارسويلا
- 1908- La leyenda mora، سارسويلا
- 1908- El trust de las mujeres، سارسويلا
- 1909 - Las mil y pico de noches، سارسويلا، فصل واحد — النص: غييرمو بيرين وميغيل دي بالاثيوس
- 1909 - El patinillo، سارسويلا، فصل واحد — النص: سرافين وخواكين ألفاريث كينتيرو
- 1909 - Pepe el liberal، سارسويلا هزلية، فصل واحد — النص: غييرمو بيرين وميغيل دي بالاثيوس
- 1911 - Los juglares، قصيدة مسرحية، فصلان — النص: كارلوس فرناندث شو ورامون أسينسيو ماس
- 1911 -Lirio entre espinas ، سارسويلا
- 1911 - La suerte de Isabelita، سارسويلا، فصل واحد — بالتعاون مع رافائيل كاييخا غوميث — النص: غريغوريو مارتينيث سييرا
- 1911 - La familia real، أوبريت، فصلان — بالتعاون مع رافائيل كاييخا غوميث — النص: غريغوريو مارتينيث سييرا
- 1911 - Los viajes de Gulliver، سارسويلا، ثلاثة فصول — النص: أنطونيو باسو وخواكين أبّاتي، بالتعاون مع أماديو فيفيس
- 1911 - El coche del diablo، سارسويلا
- 1912 - Los ángeles mandan، سارسويلا
- 1912 - El cuento del dragón، سارسويلا، فصل واحد — النص: خوان بونت ولويس ليناريس بيثيرا
- 1912 - Las hijas de Venus، سارسويلا
- 1912 - Los hombres que son hombres، سارسويلا هزلية، فصلان — النص: خوليان مويرون
- 1913 - Ovación y oreja، سارسويلا
- 1913 -El príncipe Pío، سارسويلا
- 1914 - El gran simulacro، سارسويلا
- 1914 - Malagueñas، سارسويلا، فصل واحد — النص: غونثالو كانتو ورافائيل سانتا آنا
- 1914 - El ojo de gallo ، سارسويلا
- 1915 - Las castañuelas، سارسويلا، فصل واحد — النص: غييرمو بيرين وميغيل دي بالاثيوس
- 1915 - Cine fantomas، سارسويلا
- 1915 - La pandereta، سارسويلا
- 1915 - La última، أوبريت
- 1915 - o Las cuarenta y nueve provincias، سارسويلا
- 1916 - La embajadora، سارسويلا، ثلاثة فصول — النص: أنطونيو فرناندث ليبينا وريكاردو غونثاليس دي تورو
- 1916 - La Eva ideal، سارسويلا
- 1916 - La guitarra del amor، فانتازيا موسيقية، فصل واحد — بالتعاون مع أماديو فيفيس، ريفيريانّو سوتويّو، توماس بريتون، بابلو لونا، رافائيل كاييخا، توماس بارّيرا، ريكاردو بيا وإنريكي برو — النص: غييرمو بيرين وميغيل دي بالاثيوس
- 1917 - La costilla de Adán*، فانتازيا هزلية-غنائية، فصل واحد — النص: خوليان مويرون وريكاردو غونثاليس دي تورو
- 1917 - Esta noche es Nochebuena، سارسويلا — النص: خوسيه راموس مارتين
- 1917 - El Zorro، سارسويلا
- 1918 - Abejas y zánganos، هزلية غنائية، فصل واحد — النص: خوسيه راموس مارتين وإميليو فيرّاث ريبينغا
- 1918 - La bella persa، سارسويلا
- 1918 - Tras Tristán ، سارسويلا، فصل واحد — النص: خوسيه راموس مارتين
- 1919 - La España de la alegría، سارسويلا — موسيقى: خوسيه بادييا
- 1919 - El gran Olavide، سارسويلا
- 1919 - Soleares، سارسويلا، فصل واحد — النص: خوسيه راموس مارتين
- 1920 - La cortesana de Omán، سارسويلا
- 1920 - Ardid de guerra، سارسويلا
- 1920 - El estudiante de maravillas، سارسويلا
- 1920 - Las figuras de cera، سارسويلا
- 1920 - Los húngaros، سارسويلا
- 1920 - Panorama nacional، سارسويلا
- 1920 - de señoras، سارسويلا
- 1920 - La puerta del infierno، سارسويلا

### موسيقى الحجرة
ثلاث كادينز (جمل زخرفية) لحفل الكمان والأوركسترا للودفيج فان بيتهوفن، للكمان.

## روابط خارجية
- جيرونيمو خيمينيث: الجانب الإنساني والمهني من تأليف أسينسيون غارسيا دي لاس موثاس:[https://rodin.uca.es/bitstream/handle/10498/7788/33195031.pdf?sequence=1](https://rodin.uca.es/bitstream/handle/10498/7788/33195031.pdf?sequence=1)
- El Cultural: "جيرونيمو خيمينيث، الموسيقي الفقير"، بقلم أندريس رويث تاراثونا، نُشر في 10 أكتوبر 2002، بمناسبة الذكرى الـ150 لميلاده
- سيرة ذاتية وملخص لبعض أعماله على موقع Zarzuela.net